# Влчек, Томаш
То́маш Влчек (чеш. Tomáš Vlček; род. 28 февраля 2001, Кладно, Среднечешский край) — чешский футболист, защитник клуба «Славия» и сборной Чехии.

## Клубная карьера
Влчек — воспитанник клубов «Новоместецки Кладно», «Кладно» и столичной «Славии». В 2018 году игрок был включён в заявку на сезон последних. 26 сентября в матче Кубка Чехии против «Усти-над-Лабем» он дебютировал за основной состав. В 2019 году Томаш был отдан в аренду в «Усти-над-Лабем». 2 августа в матче против «Простеёв» он дебютировал в чешской ФНЛ. В 2020 году Влчек на правах аренды перешёл в «Высочину». 22 сентября в матче против «Хрудима» он дебютировал за новую команду. 20 ноября 2021 года в поединке против «Пршибрама» Томаш забил свой первый гол за «Высочину». 
Летом 2022 года Влчек был арендован «Пардубице». 31 июля в матче против «Динамо Ческе-Будеёвице» он дебютировал в Гамбринус лиге. 14 августа в поединке против либерецкого «Слована» Томаш забил свой первый гол за «Пардубице». 
По окончании аренды Влчек вернулся в «Славию». 

## Международная карьера
В 2023 году Влчек в составе молодёжной сборной Чехии принял участие в молодёжном чемпионате Европы в Румынии и Грузии. На турнире он сыграл в матче против команды  Израиля. 
26 марта 2024 года в товарищеском матче против сборной Армении Влчек дебютировал за сборную Чехии.